# Marensis simplex
Marensis simplex là một loài bọ cánh cứng trong họ Cerambycidae.